# 公正审判权
武器平等原則（英語：Rights to a fair trial，直譯為受公平審判權）是一個法律概念，係指当事人無論為原告或被告，或訴訟外之高低關係，於訴訟中之地位一律平等；法官因此須經由客觀公正程序進行，無成見地使用與評價當事人雙方之主張，無偏私地運用法律及履行其他程序上義務，以確保當事人間地位平等。

## 概說
武器平等原則可區分為形式意義與實質意義二者：
- 形式意義之武器平等原則，係指當事人於法院前之平等地位，任何一個當事人均不能有優於或劣於他造之地位，此定義基本上係自憲法所保障之平等權直接推論而得，通常意謂在制度上賦予當事人取得與使用攻防武器之平等機會。
- 實質意義之武器平等原則，則係指當事人於法院前之實質程序地位平等性，其不僅於立法上當事人應獲有同等訴訟程序上之地位，且程序上之機會平等性，認為法院除不得恣意為對任一方有利或不利之偏私性訴訟指揮外，並應注意在程序法上法則之解釋適用，應注意調整當事人事實上之不平等。